# Дуеро
Дуеро (шп. Duero; порт.  [ˈdoɾu]) је река на североистоку Иберијског полуострва која извире у Пикос де Урбион иберског система на неких 2.160 метара надморске висине, у Дуруело де ла Сијера у Сорији (Шпанија), и улива се у Атлантски океан код португалског града Порто. Дуга је 897 km и трећа је по дужини на Иберијском полуострву (након река Тахо и Ебро).
Ова река протиче кроз шпанске покрајине Сорија, Бургос, Ваљадолид, Замора и Саламанка, и португалске округе Браганса, Гварда, Вила Реал, Висеу, Порто и Авеиро. 
Порекло имена је латинско, Durius flumen, чији је грчки еквивалент Δόυριος ποταμός.